# Barcial de la Loma
Barcial de la Loma – gmina w Hiszpanii, w prowincji Valladolid, w Kastylii i León, o powierzchni 27,13 km². W 2011 roku gmina liczyła 124 mieszkańców.